# Касу марцу
Касу марцу (сард.  — „трули сир”), такође познат и као casu modde, casu cundídu и casu fràzigu, је традиционални сардинијски сир од овчијег млека који садржи живе ларве инсеката.
Изведен из пекорина, касу марцу превазилази типичну ферментацију и прелази у фазу разлагања, коју изазива варење ларви сирасне муве из породице Piophilidae . Ове ларве се намерно уносе у сир, подстичући напредни ниво ферментације и разградњу масти у сиру. Текстура сира постаје веома мекана, са мало течности (назване làgrima, сардинијски за „суза“) која цури. Саме ларве изгледају као провидни бели црви, отприлике   дуго. 
Када се конзумирају, ларве могу преживети у цревима, узрокујући ентерску псеудомијазу ;   међутим, ниједан случај није повезан са сиром.  Поред тога, ове ларве могу носити штетне микроорганизме који могу довести до инфекција. Због ових ризика, италијанске власти су забраниле продају овог сира, сматрајући га опасним. Сходно томе, забрањено је и широм Европске уније, јер прописи ЕУ о безбедности хране налажу да се може продавати само храна безбедна за конзумацију. 
Варијације овог сира постоје и на Корзици, у Француској, где се назива casgiu merzu;  производи се посебно у неким јужнокорзиканским селима попут Сартена. 